# タイポス系書体
タイポス系書体（タイポスけいしょたい）は、ウロコのないコントラスト (抑揚)の付いた日本語書体のことである。明朝体とゴシック体の中間に相当する。かつてはコントラスト体という名称が提案されていた。タイププロジェクトはタイポス系のことを抑揚サンセリフ体と呼んでいる。
タイポス系書体は漫画において放送音に使われたり、TVタレント本において本文書体に使われたり（窓ぎわのトットちゃんなど）、印刷において低解像度の印刷に向くと評されていた。

## ラテン体
今田欣一は、以下のフォントをラテン体としてカテゴライズしている。
- 羅篆形 (東京築地活版製造所)
- ウッディ (リョービ)
- フォーク (モリサワ)
- キアロ (フォントワークス)

それによればラテン体はOptimaなどの欧文書体に影響されたとしている。

## タイポス系書体の歴史
タイポスはもともとグループ・タイポ (伊藤勝一、桑山弥三郎、長田克己、林隆男) が石井明朝体の漢字との混植を前提として開発した仮名書体であり、写真植字に向けた写植用文字盤が写研から販売されていた。タイポスは1969年に発表され、1970年に雑誌「an・an」の創刊号で使用された。また、タイポスの出た1969年にモトヤは明朝体からウロコを取った書体である「モトヤアポロ」の金属活字を発売し、同時期、モリサワもタイポスへの対抗として仮名書体の「OH」を発売した。
1972年頃、京橋岩田母型は活版印刷に向けてタイポス類似の「キッド」という書体を発売し、1976年、グループ・タイポが東京地方裁判所で京橋岩田母型を訴えたものの、書体は有体物であるべき商品ではないなどとして棄却され、1980年に東京高等裁判所へと上訴したものの同様に棄却された。
その後、モリサワがタイポス類似書体の「フォーク」を発売し、それを丸ゴシックにした「丸フォーク」も登場した。

## フォント一覧

### タイポス系角ゴシック
商用
- モトヤ
  - モトヤアポロ
- タイプバンク
  - 漢字タイポス - 漢字書体も含むタイポス[1]
  - UDタイポス - タイポスをユニバーサルデザインにしたもの。
- モリサワ - 写植時代にはOHもあった[12]
  - フォーク
- フォントワークス
  - キアロ
  - スキップ - キアロよりもフォーマルな書体[15]。オプティマやタイポスを参考にして作られた[15]。
- Type Project
  - TPスカイ[2]
  - TPスカイ クラシック

フリー
- ロゴたいぷゴシック
- 源暎ラテミン

#### 仮名書体のみ
- タイプバンク
  - タイポスオールマイティ - タイポスをデジタルデバイス向けに再デザインした仮名フォント[16]。既存の様々な漢字書体に合わせるためにコントラストバリエーションが豊富となっている[16]。
- エヌフォー
  - タイポスオールマイティ - Macintosh用仮名フォント。取り扱い終了[17]。

#### ゴシック体漢字との合成フォント
元々タイポスは仮名書体しか存在しなかったためゴシック体漢字との混植が一般的であった。そのためそれを再現した漫画用フォントが存在する。
商用
- エヌフォー
  - Comic-GT[18] - 「コミック・フォント」に含まれていた合成フォントの一つ[18]。タイプバンクゴシックDBとタイポスオールマイティ211を合成していた[19]。
  - ComicStudio-GT - 「ComicStudioフォントパック」に付属しており[20]、ComicStudio Pro/EXにも付属されるようになった[21]。

フリー
- 源暎ラテゴ

### タイポス系丸ゴシック
- モトヤ
  - モトヤ丸アポロ
- モリサワ
  - 丸フォーク
- フォントワークス
  - ハミング - スキップの角を丸くしたもの[15]。
- Type Project
  - TPスカイラウンド

フリー
- まるっぽフォント

### その他
タイポス系と同じく明朝体とゴシック体の中間として開発されたウロコの無い書体にイワタの「イワタミンゴ」がある。この書体はタイポス系よりも明朝体に近いものとなっている。